# 観音院 (徳島県藍住町)
観音院（かんおんいん）は、徳島県板野郡藍住町にある寺院。山号は雲龍山。宗派は高野山真言宗。本尊は十一面観世音菩薩。新四国曼荼羅霊場第76番札所。阿波西国三十三観音霊場第6番札所。

## 歴史
神亀6年（729年）、勝道上人によって創建。勝道上人が諸国巡錫の際に聖徳太子の仏法興隆の霊告をうけて建立したとされる。
また大同年間、空海が阿波国ではじめて観音院で土砂加持秘法を行ったと云われている。

## 前後の札所
新四国曼荼羅霊場
75番 地蔵院 ---- 76番 観音院 ---- 77番 萬福寺

阿波西国三十三観音霊場
05番 千光寺 ---- 06番 観音院 ---- 07番 東光寺

## 交通案内
- 四国旅客鉄道（JR四国）高徳線・牟岐線 徳島駅より、徳島バス応神藍住線、北島藍住線「藍住役場前」下車、徒歩約10分。